# Sciensano
Sciensano es un centro de investigación perteneciente al Instituto nacional de salud pública de Bélgica. A este título, es una institución científica que opera bajo la doble autoridad del Ministerio federal de la Salud pública y del Ministerio de Agricultura.

## Historia
Sciensano se creó en 2018 por la fusión del Centro de Estudios e Investigaciones Veterinarias y Agroquímicas (CERVA) y del antiguo Instituto científico de Salud pública (ISP), dentro de una concepción de la investigación como un ente integrador, gracias a las aportaciones del movimiento One Health.,. Desde enero de 2020, Sciensano está dirigido por Christian Léonard y cuenta más 700 colaboradores.

### Áreas de investigación
La actividad científica de Sciensano se desarrolla en torno a seis ejes : 
- Salud y medio ambiente ;
- Consumo y seguridad alimentaria ;
- Vigilancia de la salud y de las enfermedades ;
- Metodología y calidad de las prácticas de salud ;
- Salud animal ;
- Calidad de los laboratorios médicos, eficacia y seguridad de las vacunas, medicamentos y otros productos de salud.